# Germain Henri Hess

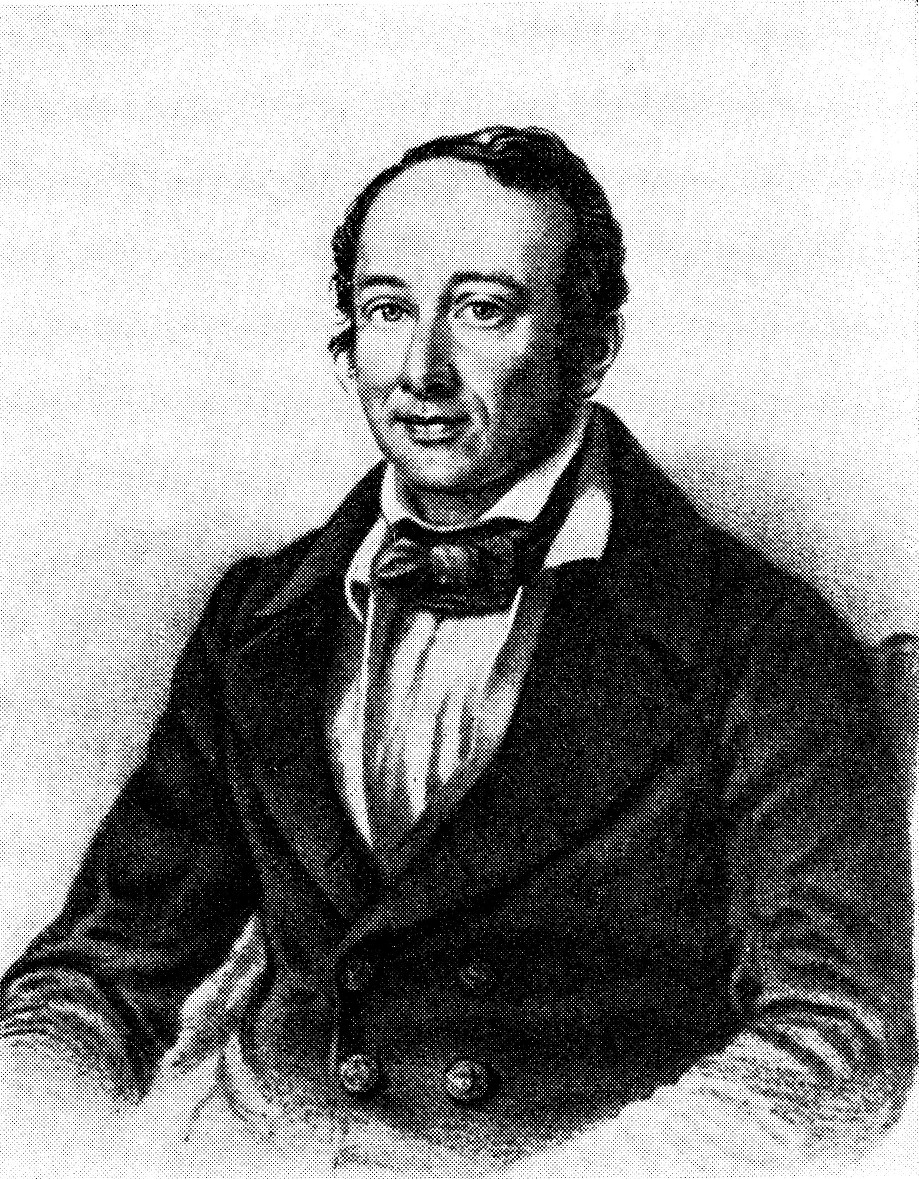
Germain Henri Hess.

Germain Henri Hess, auch Hermann Heinrich Hess, russisch Герман Иванович Гесс, russische Transkription German Iwanowich Hess (Gess), (* 7. August 1802 in Genf; † 30. Novemberjul. / 12. Dezember 1850greg. in Sankt Petersburg) war ein schweizerisch-russischer Chemiker und Mineraloge.

## Leben
Hermann Heinrich Hess wurde am 7. August 1802 in Genf als Sohn eines Schweizer Malers geboren. Mit drei Jahren zog Hess mit seiner Familie nach Russland in die Nähe von Moskau, wo er auf einem Gut lebte. Im Alter von 15 Jahren ging Hess auf das Gymnasium in Dorpat im Gouvernement Livland. Zwei Jahre später, 1822, bekam er dort den Abschluss mit bestandener Reifeprüfung und begann im selben Jahr mit seinem Studium an der Kaiserlichen Universität Dorpat. Drei Jahre später promovierte er.
Aufgrund der großen Fähigkeiten, die Hess zeigte, durfte er einige Monate an der Universität Stockholm mit einem der bekanntesten Chemiker (Jöns Jakob Berzelius) zusammenarbeiten. Nach der Studienzeit in Stockholm kehrte Hess nach Russland zurück. In der Stadt Irkutsk (Sibirien) nahm er den Beruf als Arzt auf mit Schwerpunkt auf Geburtshilfe und seltene Augenkrankheiten. Er blieb allerdings während dieser Zeit auch seinen Vorlieben für Mineralogie und Chemie treu, unternahm mehrere Forschungsreisen in den Ural und zum Baikalsee und untersuchte und beschrieb die dort gefundenen Minerale, Salzlagerstätten und Mineralwässer. 
Ende des Jahres 1828 wurde Hess als Assistent in der Chemie der St. Petersburger Akademie der Wissenschaften gewählt. Daraufhin gab er Anfang 1829 seine Arztpraxis auf und zog nach St. Petersburg, um dort seine Tätigkeit an der Akademie aufzunehmen. In dieser Zeit brachte Hess ein zweibändiges Lehrbuch heraus, welches er mit Grundlagen der reinen Chemie betitelte. Es wurde über Jahre hinweg als russisches Standardwerk der Chemielehre angesehen. Nur vier Jahre später wurde zu einem ordentlichen Mitglied der Akademie. 
1832 entdeckte er auf Chromerzen aus dem Ural ein neues Mineral der Granatgruppe, den Uwarowit.
In den 1830er Jahren befasste sich Hess zunehmend mit den Wärmemengen, die häufig bei chemischen Reaktionen auftreten. Außerdem untersuchte er verschiedenste organische Stoffe, wie zum Beispiel Zucker. Ende der dreißiger Jahre widmete er sich jedoch vollständig der Analyse von Wärmeentwicklungen bei chemischen Reaktionen. Seine Ergebnisse veröffentlichte Hess ab 1840 an der Petersburger Universität. In diesen Arbeiten formulierte Hess den heute als Hess’scher Wärmesatz bekannten Satz, „dass bei verschiedenartigen chemischen Umsätzen eines Stoffes A mit einem anderen Stoff B die ausgetauschten Wärmemengen jeweils konstant und unabhängig vom Wege seien, auf dem die entsprechenden Reaktionen durchgeführt wurden.“.

## Ehrungen
Das Mineral Hessit ist nach ihm benannt.